# Złota Maska (teatr rosyjski)
Złota Maska – rosyjska, ogólnokrajowa nagroda artystyczna przyznawana przez kapitułę festiwalu teatrów o tej samej nazwie. 

## Historia powstania

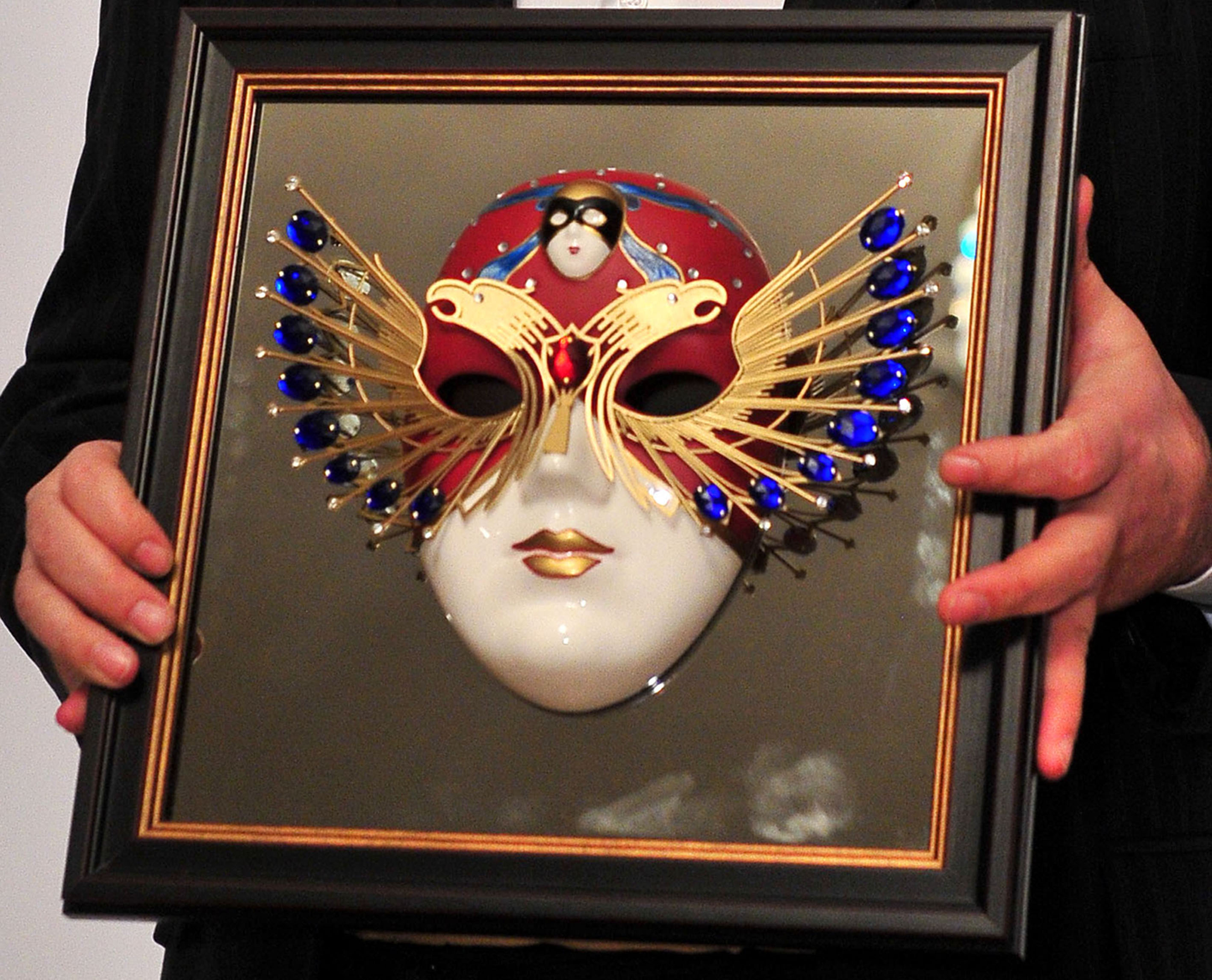
Nagroda "Złotej Maski" w rękach jednego z laureatów

"Złota Maska" powstała w 1993, a według innych źródeł w 1994 roku, z inicjatywy Michaiła Uljanowa – ówczesnego przewodniczącego Związku Działaczy Teatralnych Federacji Rosyjskiej (STD RF). 14 grudnia 1994 w siedzibie STD RF odbyła się konferencja prasowa na której przewodniczący związku – Michaił Uljanow i jego sekretarz – Władimir Urin, poinformowali o ustanowieniu nowej nagrody w świecie rosyjskiego teatru. Nie komercyjnego i nie zależnego od jakichkolwiek sponsorów wyróżnienia, którego jedynym wyrazem miały by być artystycznie wykonane maska i dyplom pamiątkowy. Pierwotnie nagroda miał wymiar lokalny – dotyczyła scen teatralnych Moskwy i przyznanie jej było rezultatem ankiety przeprowadzanej w stołecznych teatrach, której odpowiedzi były następnie weryfikowane przez grono krytyków, reżyserów i aktorów w tajnym głosowaniu.
22 lutego 1996 nowy dyrektor festiwalu – Eduard Bojakow – na specjalnej konferencji prasowej ogłosił jej ogólnokrajowy (ogólnorosyjski) status. Od tego momentu fundatorem nagrody, obok STD RF, stało się również Ministerstwo Kultury Federacji Rosyjskiej (oraz samego festiwalu), a sama nagroda, według słów jej twórcy, miała mieć status "rosyjskiego, teatralnego "Oskara". Po ponad dwudziestu latach jej istnienia dla wielu krytyków i autorów świata rosyjskiego teatru status taki posiada.
Od 2002 roku oficjalnym głównym sponsorem "Złotej Maski" jest Sbierbank Rossii. 
Autorem i twórcą projektu samej nagrody (tj. ozdobnej maski wręczanej laureatom) jest Ludowy Artysta Federacji Rosyjskiej Oleg Szejncis, który w 1993 roku wykonał pierwszy szkic maski. Dwa lata później, siedem masek jego autorstwa wykonanych techniką papier-mâché, zostało wręczonych na pierwszej, oficjalnej uroczystości przyznania nagród. Obecnie "Złota Maska" to wyrób porcelanowy z elementami zdobień (złocenia, imitacje rubinów, szmaragdów i diamentów) nadającymi jej cechy wyrobu jubilerskiego. Przedstawia klasyczną, zgrzebną, wenecką maskę karnawałową, odzianą w czerwoną czapkę arlekina – symbol teatru zachodnioeuropejskiego, nakrytą złotym, dwugłowym orłem rosyjskim zdobionym, imitacjami drogocennych kamieni. Całość umieszczona jest na ciemnym, lustrzanym tle oprawionym w czarno-złote ramy.   

## Cele nagrody i festiwalu[4]
- pielęgnowanie i rozwój tradycji teatru rosyjskiego;
- promowanie najlepszych prac artystycznych w różnych dziedzinach sztuki teatralnej Rosji;
- promowanie utalentowanych aktorów i twórców teatralnych;
- określanie tendencji rozwoju współczesnego teatru;
- umacnianie jednorodnej przestrzeni kulturalnej i tworzenie warunków dla regularnej wymiany artystycznej.

## Sposób przyznawania
Nagroda wręczana jest raz do roku jako trofeum dla dokonań w świecie teatru i związanym z nim dziedzinach (teatr dramatu, opera, balet, operetka i musical, teatr lalek) w roku poprzednim. Wyboru kandydatów do nagrody dokonują dwie rady ekspertów, jedna – w dziedzinie teatru i teatru lalek, druga – w dziedzinie opery, musicalu i baletu. Ostateczne wyłonienie laureatów (w tajnym głosowaniu) należy do dwóch zespołów jury, które nominują w kategoriach analogicznych do rad ekspertów. W skład zespołów rad eksperckich i jury wchodzą aktorzy, reżyserzy, dramaturdzy, dyrygenci, choreografowie, scenografowie, baletmistrze oraz krytycy nominowanych dziedzin. Kulminacją festiwalu jest uroczysta gala wręczania nagród w poszczególnych dziedzinach, która ma miejsce w Moskwie w Teatrze Bolszoj i jest transmitowana przez wszystkie główne kanały rosyjskiej TV. 
Początkowo "Złota Maska" przyznawana była w sześciu kategoriach plus "Gran Prix". W kolejnych latach nagroda "obrosła" w "specjalne i honorowe nominacje i nagrody", a jej laureatami zaczęli być również choreografowie, kostiumolodzy, dyrygenci, a nawet sponsorzy. Obecnie (2018 rok), zgodnie ze statutem z 2016 roku, oprócz "nagród specjalnych" (których jest 29), Złota Maska przyznawana jest w sześciu głównych kategoriach, w których laureaci wyłaniani są na zasadzie konkursu. Są to:
- Konkurs Spektakli Teatru Dramatycznego
- Konkurs Spektakli Teatrów Opery
- Konkurs Spektakli Operetki i Musickola
- Konkurs Spektakli Baletu
- Konkurs Spektakli Teatrów Lalek
- Konkurs Teatrów Eksperymentalnych

## Laureaci

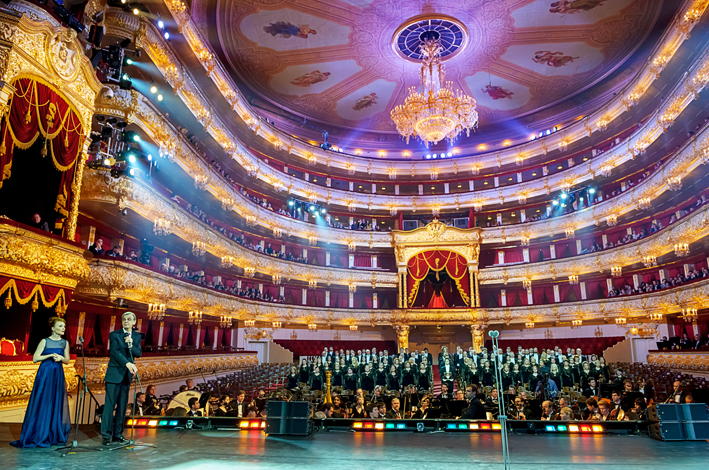
Uroczysta gala wręczania "Złotych Masek" (Teatr Bolszoj 2014)

W ponad 25-letniej historii przyznawania nagrody znalazło się wiele znanych i zasłużonych dla świata teatru rosyjskiego osobistości. Byli to między innymi: reżyserzy – Piotr Fomienko (czterokrotnie), Aleksandr Titiel' (czterokrotnie), Dmitrij Bertman (czterokrotnie), Mindaugas Karbauskis (czterokrotnie), Andriej Moguczij (czterokrotnie), Dmitrij Czerniakow (trzykrotnie), Lew Dodin (dwukrotnie), Boris Pokrowski (dwukrotnie), Gieorgij Isaakjan (dwukrotnie), Mark Zacharow; aktorzy – Konstantin Rajkin (czterokrotnie), Jewgienij Mironow (trzykrotnie), Oleg Tabakow (dwukrotnie), Alisa Frejndlich (dwukrotnie), Oleg Basiłaszwili (dwukrotnie), Irina Piegowa (dwukrotnie), Armen Dżigarchanian (dwukrotnie), Nikołaj Marton (dwukrotnie), Galina Ułanowa, Julija Borisowa, Michaił Uljanow, Kiriłł Ławrow, Oleg Jefriemow, Armen Dżigarchanian, Jewgienij Samojłow, Ludmiła Makarowa, Wiera Wasiliewa, Władimir Zieldin, Tatjana Doronina, Jurij Sołomin, Władimir Etusz; scenografowie – Siergiej Barchin (pięciokrotnie), Damir Ismagiłow (czterokrotnie), Dawid Borowski-Brodski (trzykrotnie), Oleg Szejnc (dwukrotnie); dyrygenci – Teodor Kurientzis (pięciokrotnie), Walerij Giergijew (czterokrotnie), Władimir Kobiekin (czterokrotnie), primabaleriny – Diana Wiszniowa (trzykrotnie), Natalja Osipowa (dwukrotnie), Swietłana Zacharowa, Natalia Dudinska, Marina Siemionowa, Maja Plisiecka; baletmistrze – Aleksiej Ratmanski (trzykrotnie), Nikołaj Ciskaridze (dwukrotnie), Jurij Grigorowicz, Andriej Mierkuriew, śpiewaczka operowa Tatjana Szmyga, kompozytorzy – Leonid Diesiatnikow (dwukrotnie), Eduard Artiemjew; historyk sztuki Aleksandr Borowski (trzykrotnie) oraz politycy, wyżsi urzędnicy, instytucje, firmy i organizacje charytatywne (w kategorii specjalnej "Za wspieranie sztuki teatralnej Rosji").  
Obok nielicznych zachodnioeuropejskich laureatów "Złotej Maski" (takich jak Brytyjczyk Peter Sellar, Niemiec Peter Stein i Amerykanin Robert Wilson) znajdują się Polacy: Janusz Józefowicz, który "Złotą Maskę" otrzymał w 2001 roku wyniku konkursu "Spektakli Operetki i Musicali" za musical Metro i Krzysztof Warlikowski – nagroda w kategorii "Nagrody Specjalne" za spektakl (A)pollonia ("Najlepszy spektakl zagraniczny pokazany w Rosji w 2012 roku"). 